# Naftali Botwin

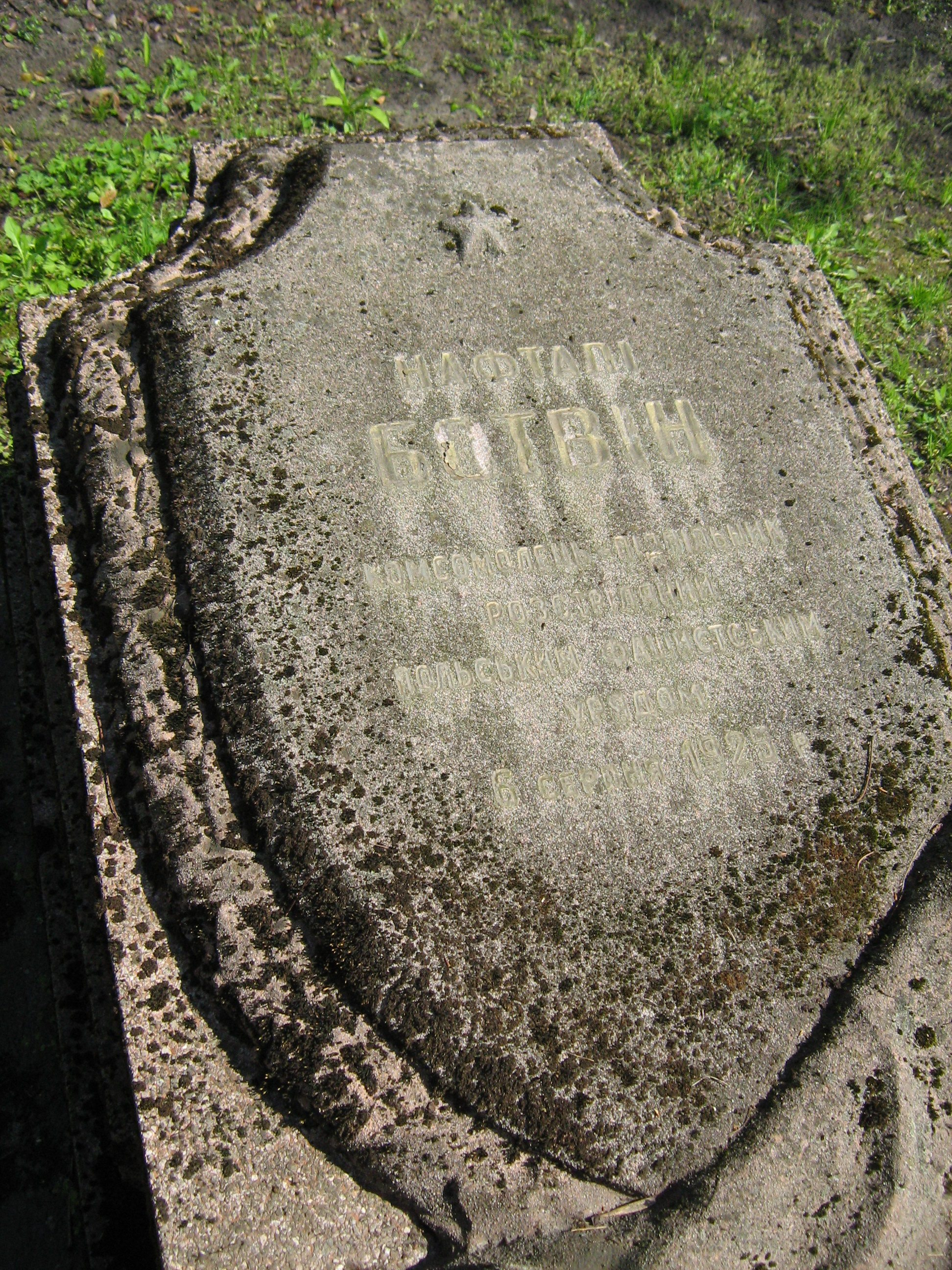
Nagrobek Naftalego Botwina (w formie tarczy, napisy w cyrylicy, z symbolem komunizmu – gwiazdą umieszczoną na górze) na Cmentarzu Janowskim we Lwowie.

Naftali Botwin właśc. Izaak Naftali Botwin (ur. 4 lutego 1905 w Rudzie Sieleckiej, zm. 6 sierpnia 1925 we Lwowie) – zamachowiec, antypaństwowy aktywista ruchu komunistycznego w II Rzeczypospolitej Polskiej.

## Życiorys
Pochodzenia żydowskiego, jego matką była Kreincze Botwin, córka Lejba i Frymety Botwinów. Od 1922 członek organizacji Cukunft. Od 1923 członek organizacji Związek Młodzieży Komunistycznej w Polsce. Od 1924 członek Wydziału Zawodowego ZMK we Lwowie. Od 1925 członek Komunistycznej Partii Zachodniej Ukrainy. 28 lipca 1925, wypełniając polecenie partii, we Lwowie zastrzelił funkcjonariusza tzw. policji politycznej Józefa Cechnowskiego, który przeniknął do KPZU i wydał policji czterech[wymaga weryfikacji?] jej członków, zeznającego w tzw. procesie Jaegera (zamach na Stanisława Wojciechowskiego 5 września 1924). Cechnowskiego już 11 dni wcześniej próbowali zabić Władysław Hibner, Władysław Kniewski i Henryk Rutkowski, jednak zorganizowany przez nich zamach nie powiódł się. Botwin został skazany przez sąd doraźny we Lwowie na karę śmierci (jego obrońcą był Maurycy Axer) i rozstrzelany.
Śmierć zamachowca Naftalego Botwina upamiętnił Władysław Broniewski w wierszu Na śmierć rewolucjonisty.
Imię Naftalego Botwina nadano kompanii w składzie Brygady Dąbrowszczaków w 1937 w Hiszpanii.